# Pleotrochus zibrowii
Pleotrochus zibrowii är en korallart som beskrevs av Stephen D. Cairns 1997. Pleotrochus zibrowii ingår i släktet Pleotrochus och familjen Turbinoliidae. Inga underarter finns listade i Catalogue of Life.